# De Mûnts
De Mûnts (Nederlands: De Monnik) is een poldermolen in het Friese dorp Buitenpost, de hoofdplaats van de Nederlandse gemeente Achtkarspelen.

## Beschrijving
De Mûnts stond oorspronkelijk in het Groningse Oosterhoogebrug, waar hij de Borgslooterpolder bemaalde. Hij was daar in 1871 gebouwd in verband met de aanleg van het Eemskanaal. Dit gebeurde op kosten van de provincie Groningen, die de molen na de oplevering overdroeg aan het waterschap van de polder. In 1952 werd voor de molen een sloopvergunning afgegeven, waarna hij "op afbraak" werd verkocht aan een particulier. Deze stelde de molen beschikbaar voor herbouw in Buitenpost. Hij werd daar in de jaren 1958/1959 geplaatst en hernoemd tot De Mûnts. De molen, die twee waterlopen heeft, kreeg het op- en bemalen van de plaatselijke ijsbaan tot taak. In 1985 brak de houten binnenroede, waarna deze werd vervangen door een nieuw gebouwde ijzeren roede. De Mûnts werd in 1994 gerestaureerd. Tegenwoordig is de molen, die inmiddels eigendom is van de gemeente Achtkarspelen, maalvaardig in circuit.